# تحصیل اتهاره هزاری
تحصیل اتهاره هزاری (به انگلیسی: Athara Hazari Tehsil) یک تحصیل در پاکستان است که در پنجاب واقع شده‌است.